# Uttenhofen (Allersberg)
Uttenhofen ist ein Gemeindeteil des Marktes Allersberg im Landkreis Roth (Mittelfranken, Bayern). Uttenhofen liegt in der Gemarkung Ebenried.

## Lage
Das Kirchdorf liegt am Horngraben, der mit weiteren Bächen zum Gänsbach zusammenfließt, einem rechten Zufluss der Roth. Eine Gemeindeverbindungsstraße führt nach Minettenheim (1,2 km südwestlich) bzw. nach Stockach (1,4 km östlich). Eine weitere Gemeindeverbindungsstraße führt zur Kreisstraße RH 8 bei Schönbrunn (1,3 km nördlich).

## Geschichte
Der Eichstätter Bischof Gundekar II. (1057–1075) weihte eine Kirche in Uttenhofen, wobei nicht klar ist, ob damit Uttenhofen oder Jettenhofen gemeint war. Unstrittig belegt wurde Uttenhofen in einer Teilungsurkunde von 1364 der Herren von Wolfstein.
Gegen Ende des 18. Jahrhunderts gab es in Uttenhofen 15 Anwesen, eine Kapelle und ein Gemeindehirtenhaus. Das Hochgericht übte das pfalz-neuburgische Pflegamt Hilpoltstein aus. Das Niedergericht und die Dorf- und Gemeindeherrschaft hatte das pfalz-neuburgische Landrichteramt Allersberg. Grundherren waren das Chorstift Hilpoltstein (1 Anwesen), das Kastenamt Allersberg (8 Anwesen), die nürnbergische Siechkobelstiftung St. Johannis (1 Anwesen), die Protestantische Kultusstiftung Nürnberg (2), die Kirche in Wallesau (2 Anwesen) und das Kloster Seligenporten (1 Anwesen).
Im Rahmen des Gemeindeedikts (frühes 19. Jahrhundert) wurde Uttenhofen dem Steuerdistrikt und der Ruralgemeinde Ebenried zugewiesen. Am 1. Januar 1972 erfolgte im Zuge der Gebietsreform in Bayern die Eingemeindung nach Allersberg.

### Baudenkmäler
- Katholische Filialkirche St. Johannes Evangelist[10]

### Einwohnerentwicklung
| Jahr      | 001818 | 001836 | 001861 | 001871 | 001885 | 001900 | 001925 | 001950 | 001961 | 001970 | 001987 |
| Einwohner | 85     | 78     | 79     | 81     | 91     | 69     | 97     | 90     | 83     | 75     | 77     |
| Häuser    | 15     | 15     |        |        | 16     | 15     | 15     | 15     | 15     |        | 19     |
| Quelle    | [ 12 ] | [ 13 ] | [ 14 ] | [ 15 ] | [ 16 ] | [ 17 ] | [ 18 ] | [ 19 ] | [ 20 ] | [ 21 ] | [ 1 ]  |

## Religion
Uttenhofen ist römisch-katholisch geprägt und bis heute nach Mariä Himmelfahrt (Allersberg) gepfarrt. Die Einwohner evangelisch-lutherischer Konfession gehören zur Pfarrei Ebenried.